# Trofeo Laigueglia 2025
La 62.ª edición de la clásica ciclista Trofeo Laigueglia fue una carrera en Italia que se celebró el 5 de marzo de 2025 sobre un recorrido de 202 kilómetros con inicio y final en la ciudad de Laigueglia.
La carrera formó parte del UCI ProSeries 2025, calendario ciclístico mundial de segunda división, dentro de la categoría UCI 1.Pro y fue ganada por el español Juan Ayuso del UAE Emirates XRG. Completaron el podio, como segundo y tercer clasificado respectivamente, el italiano Christian Scaroni, del XDS Astana, y el australiano Michael Storer del Tudor.

## Equipos participantes
Tomaron parte en la carrera 25 equipos: 8 de categoría UCI WorldTeam, 9 de categoría UCI ProTeam y 8 de categoría Continental. Formaron así un pelotón de 171 ciclistas de los que acabaron 88. Los equipos participantes fueron:
| WorldTeams (8)- Arkéa-B&B Hotels - Intermarché-Wanty - Cofidis - EF Education-EasyPost - Ineos Grenadiers - Team Jayco AlUla - UAE Team Emirates XRG - XDS Astana Team ProTeams (9)- Q36.5 Pro Cycling Team - Unibet Tietema Rockets - Team Polti VisitMalta - Tudor Pro Cycling Team - Team TotalEnergies - VF Group-Bardiani CSF-Faizanè - Wagner Bazin WB - Caja Rural-Seguros RGA - Solution Tech-Vini Fantini Equipos continentales (8)- JCL Team Ukyo - Petrolike - Sam-Vitalcare-Dynatek - Biesse-Carrera-Premac - MBH Bank Ballan CSB - General Store-Essegibi-F.lli Curia - MG.K Vis Costruzioni e Ambiente - S.C. Padovani Polo Cherry Bank |
| |

## Clasificación final
- La clasificación finalizó de la siguiente forma:[3]

| \| Clasificación general \| Clasificación general \| Clasificación general \| Clasificación general \| Clasificación general \| \| Ciclista \| Ciclista \| Equipo \| Tiempo \| \| \| --------------------- \| --------------------- \| ---------------------- \| --------------------- \| --------------------- \| \| 1.º \| Juan Ayuso \| UAE Team Emirates XRG \| 4 h 46 min 36 s \| \| \| 2.º \| Christian Scaroni \| XDS Astana Team \| + 0 s \| \| \| 3.º \| Michael Storer \| Tudor Pro Cycling Team \| + 0 s \| \| \| 4.º \| Neilson Powless \| EF Education-EasyPost \| + 0 s \| \| \| 5.º \| Giovanni Carboni \| Unibet Tietema Rockets \| + 3 s \| \| \| 6.º \| Magnus Sheffield \| Ineos Grenadiers \| + 13 s \| \| \| 7.º \| Alberto Bettiol \| XDS Astana Team \| + 23 s \| \| \| 8.º \| Louis Barré \| Intermarché-Wanty \| + 23 s \| \| \| 9.º \| Mattéo Vercher \| Team TotalEnergies \| + 23 s \| \| \| 10.º \| Simone Gualdi \| Intermarché-Wanty \| + 23 s \| \| |                   |                        |                 |
| |                   |                        |                 |
| Fuente: ProCyclingStats |                   |                        |                 |
| Clasificación general |                   |                        |                 |
| Ciclista | Ciclista          | Equipo                 | Tiempo          |
| 1.º | Juan Ayuso        | UAE Team Emirates XRG  | 4 h 46 min 36 s |
| 2.º | Christian Scaroni | XDS Astana Team        | + 0 s           |
| 3.º | Michael Storer    | Tudor Pro Cycling Team | + 0 s           |
| 4.º | Neilson Powless   | EF Education-EasyPost  | + 0 s           |
| 5.º | Giovanni Carboni  | Unibet Tietema Rockets | + 3 s           |
| 6.º | Magnus Sheffield  | Ineos Grenadiers       | + 13 s          |
| 7.º | Alberto Bettiol   | XDS Astana Team        | + 23 s          |
| 8.º | Louis Barré       | Intermarché-Wanty      | + 23 s          |
| 9.º | Mattéo Vercher    | Team TotalEnergies     | + 23 s          |
| 10.º | Simone Gualdi     | Intermarché-Wanty      | + 23 s          |

## Ciclistas participantes y posiciones finales
Convenciones:
- AB-N: Abandono en la etapa "N"
- FLT-N: Retiro por llegada fuera del límite de tiempo en la etapa "N"
- NTS-N: No tomó la salida para la etapa "N"
- DES-N: Descalificado o expulsado en la etapa "N"

## UCI World Ranking
El Trofeo Laigueglia otorgó puntos para el UCI World Ranking para corredores de los equipos en las categorías UCI WorldTeam, UCI ProTeam y Continental. Las siguientes tablas son el baremo de puntuación y los diez corredores que obtuvieron más puntos:
| Posición              | 1.º | 2.º | 3.º | 4.º | 5.º | 6.º | 7.º | 8.º | 9.º | 10.º | 11.º | 12.º | 13.º | 14.º | 15.º | 16.º-30.º | 31.º-40.º |
| Clasificación general | 200 | 150 | 125 | 100 | 85  | 70  | 60  | 50  | 40  | 35   | 30   | 25   | 20   | 15   | 10   | 5         | 3         |

| Clasificación |                   |                        |         |
| Posición      | Ciclista          | Equipo                 | General |
| ------------- | ----------------- | ---------------------- | ------- |
| 1.º           | Juan Ayuso        | UAE Emirates XRG       | 200     |
| 2.º           | Christian Scaroni | XDS Astana             | 150     |
| 3.º           | Michael Storer    | Tudor                  | 125     |
| 4.º           | Neilson Powless   | EF Education-EasyPost  | 100     |
| 5.º           | Giovanni Carboni  | Unibet Tietema Rockets | 85      |
| 6.º           | Magnus Sheffield  | INEOS Grenadiers       | 70      |
| 7.º           | Alberto Bettiol   | XDS Astana             | 60      |
| 8.º           | Louis Barré       | Intermarché-Wanty      | 50      |
| 9.º           | Mattéo Vercher    | TotalEnergies          | 40      |
| 10.º          | Simone Gualdi     | Intermarché-Wanty      | 35      |